# Sveti Vlas
Sveti Vlas (Bulgaars: Свети Влас) is een stad en een vakantieresort in de Bulgaarse oblast Boergas. Sveti Vlas ligt hemelsbreed 33 km ten noorden van de provinciehoofdstad Boergas, tussen Sunny Beach en het vakantiedorp Elenite. Er rijden regelmatig bussen tussen deze steden. De plaats heeft een bijzonder microklimaat met gemiddelde zomertemperaturen van 26 °C en minimaal 90 dagen zon gedurende het zomerseizoen.

## Geschiedenis
Tijdens de Ottomaanse heerschappij had de nederzetting verschillende namen: Kjutsjuk Manastir (Bulgaars: Кючюк манастир; Nederlands: Klein klooster). Later werd het dorp Manastir (Манастир; Klooster) genoemd. De reden hiervoor was dat de meeste kloosters in de 18e eeuw door de Ottomanen verwoest werden, alhoewel sporen van sommige kloosters toch duidelijk zichtbaar bleven. Het dorp heet sinds 1886  Sveti Vlas, vernoemd naar de heilige Blasius van Sebaste. Kort daarna verenigde Oost-Roemelië, waar Sveti Vlas zich bevindt, zich met het Vorstendom Bulgarije.
Sveti Vlas kreeg op 2 februari 2006 stadsrechten.

## Bevolking
Op 31 december 2019 werden er 4.097 inwoners geregistreerd door het Nationaal Statistisch Instituut van Bulgarije, een verzevenvoudiging sinds de eerste officiële volkstelling van 1934. Sveti Vlas neemt hiermee een uitzonderingspositie binnen Bulgarije in, doordat het als een van de weinige nederzettingen een relatief snelle groei heeft doorgemaakt (zie: grafiek).
|  |

De stad Sveti Vlas heeft een relatief homogene bevolking. In de volkstelling van februari 2011 identificeerden namelijk zo'n 2246 personen (van de 2355 respondenten) zichzelf als etnische Bulgaren (95,4%). Verder werden er 40 Bulgaarse Turken (1,7%) en 10 Roma (0,4%) geregistreerd, terwijl 59 respondenten (2,5%) geen definieerbare etniciteit opgaven of tot een andere etnische groep behoorden.
| Etniciteit   | Aantal | %     |
| ------------ | ------ | ----- |
| Bulgaren     | 2246   | 95,4% |
| Turken       | 40     | 1,7%  |
| Roma         | 10     | 0,4%  |
| Overig       | 59     | 2,5%  |
| Respondenten | 2355   |       |